# Јовица Кртинић
Јовица Кртинић (1969) српски је истраживач генетичке генеалогије, новинар и директор „Библиотеке Милутин Бојић” у Београду. Председник је Друштва српских родословаца Порекло. Члан је Удружења за културу, уметност и међународну сарадњу „Адлигат”.

## Биографија
Основну и средњу школу је завршио у Госпићу. По образовању је дипломирани политиколог.
Током новинарске каријере радио је у редакцијама новина: Борба, Време, Дневни телеграф, Данас, Репортер, Стандард, Курир. Новинарство напушта и због „дубоке кризе у новинарској професији”.
Као председник и члан „Друштва српских родословаца Порекло” написао је неколико радова и других публикација на тему генетичке генеалогије које је објавило „Порекло” и одржао је велики број предавања на тему генетског наслеђа Срба и других народа.
Истраживање „Порекла” је директно оповргло одређене устаљене тезе у друштву, попут оне о уделу турске генетике у наслеђу Срба и показало да је такав проценат миноран те да Срби већински (преко 50%) имају типичну словенску генетику.
Кртинићев рад је објављен у четвртом тому енциклопедије Катена Мунди.
Од 2018. обавља функцију директора „Библиотеке Милутин Бојић”. Током његовог мандата је покренуто неколико пројеката сређивања (прва летња читаоница у Београду) као и проширења капацитета библиотеке.
Почасни је члан - оснивач Адлигата.

## Дела
- Вукићевић Иван, Јерковић Синиша, Михић Велибор, Грк Миљан, Бабић Небојша, Вукосављевић Никола, Мучибабић Михајло, Рајевац Милан, Радуловић Милан, Бојанић Јован, Јелић Лука, Милетић Милош, Новаковић Небојша, Јегдић Марио, Сремчевић Данило, Кртинић Јовица (2021). Генетичко порекло Срба Старе Херцеговине. Београд: Друштво српских родословаца „Порекло“. ISBN 978-86-89993-18-9.
- Kačar T, Stamenković G, Blagojević J, Krtinić J, Mijović D, Marjanović D (2019). „Y chromosome genetic data defined by 23 short tandem repeats in a Serbian population on the Balkan Peninsula”. Annals of human biology. 46 (1): 77—83. doi:10.1080/03014460.2019.1584242.
- Вујанић, Дејан; Јерковић, Синиша; Кртинић, Јовица; Маринковић, Александар (2014). Књига о Мацурама : генетичко-историјска студија. Београд: Друштво српских родословаца „Порекло“. ISBN 978-86-89993-00-4.